# My Style (Hidden Track)
"My Style (Hidden Track)"은 음악 그룹 브라운 아이드 걸스의 싱글이다. 기존의 《My Style》에 히든 트랙으로 수록된 곡인 My Style과 다시는 사랑 안 할래가 수록되어 있다.

## 수록곡
1. My Style
2. 다시는 사랑 안 할래 (Unplugged Ver.)
3. My Style 곡 받은 날